# 앤더슨땃쥐
앤더슨땃쥐(Suncus stoliczkanus)는 땃쥐과에 속하는 중간 크기의 흰이땃쥐류이다. 몸은 목과 가슴 주위에 노란 털과 함께 밝은 회색을 띠며, 귀는 비교적 크고, 꼬리는 몸길이의 약 50-70%에 달한다. 이 땃쥐는 널리 분포하며, 방글라데시와 인도, 네팔 그리고 파키스탄에서 발견된다.